# Dorf Mølle
Dorf Mølle eller Dorf Møllegård er et dobbeltanlæg bestående af vandmølle, vindmølle og møllegård, beliggende i Vendsyssel ca. syv kilometer nord for Dronninglund. Møllegården er en del af Museum for Forsyning og Bæredygtighed. Før kommunesammenlægningen i 2007 tilhørte anlægget Dronninglund Kommune (Museumsforeningen for Dronninglund kommune).
Mølle-anlægget ligger syd for Dorf Kirke ved Pulsbækken og en kunstig mølledam. Møllen var i 1664 fæstemølle under Hundslund Kloster, hvilket fremgår af matrikel fra samme år.
Den første kendte mølle, ved Dorf, var en vandmølle, med kun en kværn drevet af overfaldsvand fra Pulsbækken. Vandmøllen blev nedlagt i 1963, men blev brugt af møllefamilien til privat brug indtil 1995.
I en matrikel fra 1688 fortælles: Møllen bliver drevet ved overfaldsvand, som samles af skovbække og lidt væld, kan male noget lidet sommer og vinter undtagen i tørke og frost. 
Den bedste udnyttelse af vandkraften giver overfaldshjulet, hvor vandstrømmen kombineres med vandets fald på fire meter. I 1870 – 1871 blev en firelænget møllegård bygget syd for møllen og nord for mølledammen blev der i 1887 opført en vindmølle af hollandsk-type som hjælpemølle, der var i drift til 1952.
Vandhjulet i vandmøllen blev i 1921 erstattet af en turbine, der trak en dynamo, som producerede jævnstrøm til belysning i vandmøllen og på gården.
Fra 1924 – 1925 blev gårdens udhuse fornyet, og et stuehus i Bedre Byggeskik blev opført med 11 værelser, kornmagasin på loftet, en muret satenbageovn, centralvarme og bad.
I dag er Dorf Møllegård en del af Museum for Forsyning og Bæredygtighed.